# DITTON
АО «Завод приводных цепей DITTON» (латыш. AS "DITTON pievadķēžu rūpnīca") — производитель роликовых, втулочных, пластинчатых и других цепей. Основан в 1949 году в Даугавпилсе, Латвия, изначально назывался «Даугавпилсский завод приводных цепей». Завод выпускает цепи различного шага, в том числе по стандартам ISO/DIN, ANSI, ГОСТ.

## Становление завода в Даугавпилсе
16 июля 1949 года на базе перенесённых в Даугавпилс мощностей Ижевского мотоциклетного завода был организован завод «Мотовелоцепь», расположенный по адресу ул. Дорожников, 17 (в настоящее время — ул. Елгавас, 1), выпускавший мото- и велоцепи, а также цепи для машинного оборудования.
В 1962 году был построен новый производственный корпус, в 1964 — модернизировано оборудование. В 1968 году завод был включён в список 34 заводов — спутников Волжского автомобильного завода (завод поставлял цепи газораспределительных механизмов).
В 1970 году было начато строительство помещений по адресу ул. Вишкю, 17, где в уже 1971 году была выпущена первая очередь завода — 179 000 метров автомобильных цепей. Строительство было окончено к 1977 году.
В 1975 году на заводе было организовано собственное станкостроение. В конструкторском технологическом бюро завода проектировались и изготавливались практически все производственные агрегаты, за исключением термических прессов.

## Даугавпилсский завод приводных цепей

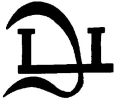
Торговый знак Даугавпилсского завода приводных цепей с 1976 года

5 августа 1976 г. завод переименован в Даугавпилсский завод приводных цепей.
Вся продукция, подлежащая аттестации, аттестована на Государственный знак качества СССР. Продукция поставляется как на внутренний, так и на внешний рынок. Странами импортёрами являются: Бельгия, Италия, ФРГ, Голландия, Колумбия, Бразилия, Финляндия, Югославия, Венгрия, Йемен.
Выпуск основной продукции завода приводных цепей сосредоточен в цехах: штамповочном, термическом, сборочном цехах, и автомобильных цепей. В 1978 году создан цех по производству трёхколёсного детского велосипеда «Спарите» (на лат. яз. — «Spārīte»).
В 1982 г. завод удостоен премии Совета Министров СССР «За выдающиеся проекты и строительство по ним».
В 1985 г. Президиумом Торгово-Промышленной палаты Латвийской ССР завод награждён за 2 место в республиканском конкурсе — «Лучший экспортёр Латвийской ССР».
С 1985 г. по 1990 г. проводится внедрение роторно-конвейерной линии.
1988 г. Даугавпилсский завод приводных цепей удостоен премии Совета Министров Латвии за высокое качество приводных цепей детских велосипедов «Спарите».
Общий объём производимых товаров народного потребления в 1988 г. достиг 80 млн рублей в розничных ценах. Номенклатура товаров, выпускаемых заводом, включала более 30 наименований. Основную группу составляли изделия велотехники: цепи, педали, насосы, звонки, зеркала, детские велосипеды.

## После восстановления независимости Латвии

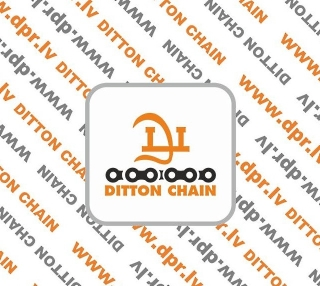
Цветная упаковка

С восстановлением независимости Латвийской Республики завод приводных цепей в Даугавпилсе перешёл в структуру Министерства промышленности Латвийской республики. В 1994 году завод вступил в Латвийскую Промышленную ассоциацию машиностроения и металлообработки.
В 1995 году завод был приватизирован, было организовано открытое акционерное общество. В 2000 году компания «DITTON» стала владельцем контрольного пакета акций, приобретя их у Балтийского Транзитного банка. В 2002 году завод был переименован в АО «Завод приводных цепей DITTON». С 2012 по 2015 годы была проведена реконструкция зданий и обновлено производственное оборудование. С 2015 года завод является членом Европейской ассоциации дистрибьюторов силовых трансмиссий (англ. EMEA Power Transmission Distributors Association, EPTDA).
В 2015 году при финансовой поддержке Европейского фонда регионального развития на свободной территории площадью 30 371 м² был создан Индустриальный_парк «DITTON».
С 2019—2020 годов завод уделяет больший акцент на производство спец. цепей.
В настоящее время на заводе действует система менеджмента качества сертифицирована в соответствии с международными стандартами:
- EN ISO 9001 — проектирования, производства и реализации моторных, приводных и транспортерных цепей,
- IATF (ранее ISO/TS) 16949 — проектирование и производство моторных цепей.

Завод производит цепи, которые используются используются для:
- привода распределительного вала двигателей автомобилей
- велосипедов и мототранспорта
- снегоходов
- конвейеров
- сельхозтехники
- упаковочного, деревообрабатывающего и другого специального оборудования
- грузоподъёмных механизмов
- и различных систем привода